# Wasilij Siergiejewicz
Wasilij Iwanowicz Siergiejewicz (ros. Василий Иванович Сергеевич, 1832—1910) – rosyjski prawnik i historyk prawa, profesor, rektor Uniwersytetu Petersburskiego w latach 1897-1899. Ukoćzył studia na Wydziale Prawa Uniwersytetu Moskiewskiego, gdzie obronił pracę magisterską i w 1868  roku został zatrudniony jako docent katedry prawa państwowego. W 1871  roku po obronie rozprawy doktorskiej na tejże uczelni uzyskał tytuł profesora.  Od 1872  roku wykładał historię prawa rosyjskiego na Uniwersytecie Petersburskim.